# Sardinsk bergsalamander
Sardinsk bergsalamander (Euproctus platycephalus)  är ett stjärtgroddjur i familjen salamandrar.

## Utseende
Den sardinska bergsalamandern är en slank salamander med slät hud och platt, avrundat huvud med överbett. Färgen på ovansidan är variabel, skiftande från brunt, olivbrunt eller grått. Ryggen har fläckar i brunt, grönt, rött eller svart; speciellt hos hanen kan fläckarna vara utdragna till strimmor. Längs sidorna har den ett ljusare band, nästan helt utan fläckar. Buken är ljus med mörkare fläckar. Hanen är mellan 12 och 14 cm lång, honan 10 till 13 cm. Hanens kloak är formad som en krok. 

## Vanor
Arten lever på höjder mellan 50 och 1 800 m, vanligast mellan 400 och 800 m. Den är starkt bunden till vatten, och lever främst i och nära lugna floder och andra vattendrag, även om den även kan påträffas i bergssjöar. På land gömmer den sig gärna under stenar eller bland rötter. Övervintring och sommardvala sker vanligtvis på land, nära vatten.

### Fortplantning
Hanen söker upp en lämplig hona och griper henne med käkarna. Han kan bära henne på det viset i upp till en timme innan parningen sker, då spermatoforen överförs kloak mot kloak. Honan lägger därefter mellan 60 och 220 ägg under 3 till 5,5 månader. Äggen kläcks efter 2 till 4 veckor, och larvutvecklingen tar mellan 6 och 15 månader, beroende på vattentemperaturen.

## Utbredning
Den sardinska bergsalamandern finns endast på den italienska ön Sardiniens östra del.

## Status
Arten är starkt hotad (klassning "B2ab") på grund av vattenföroreningar, vattenregleringar och inplantering av ädelfisk. Den är upptagen i EU:s habitatdirektiv (bilaga 4), samt skyddad enligt italiensk lag.